# Burg (Brugge)

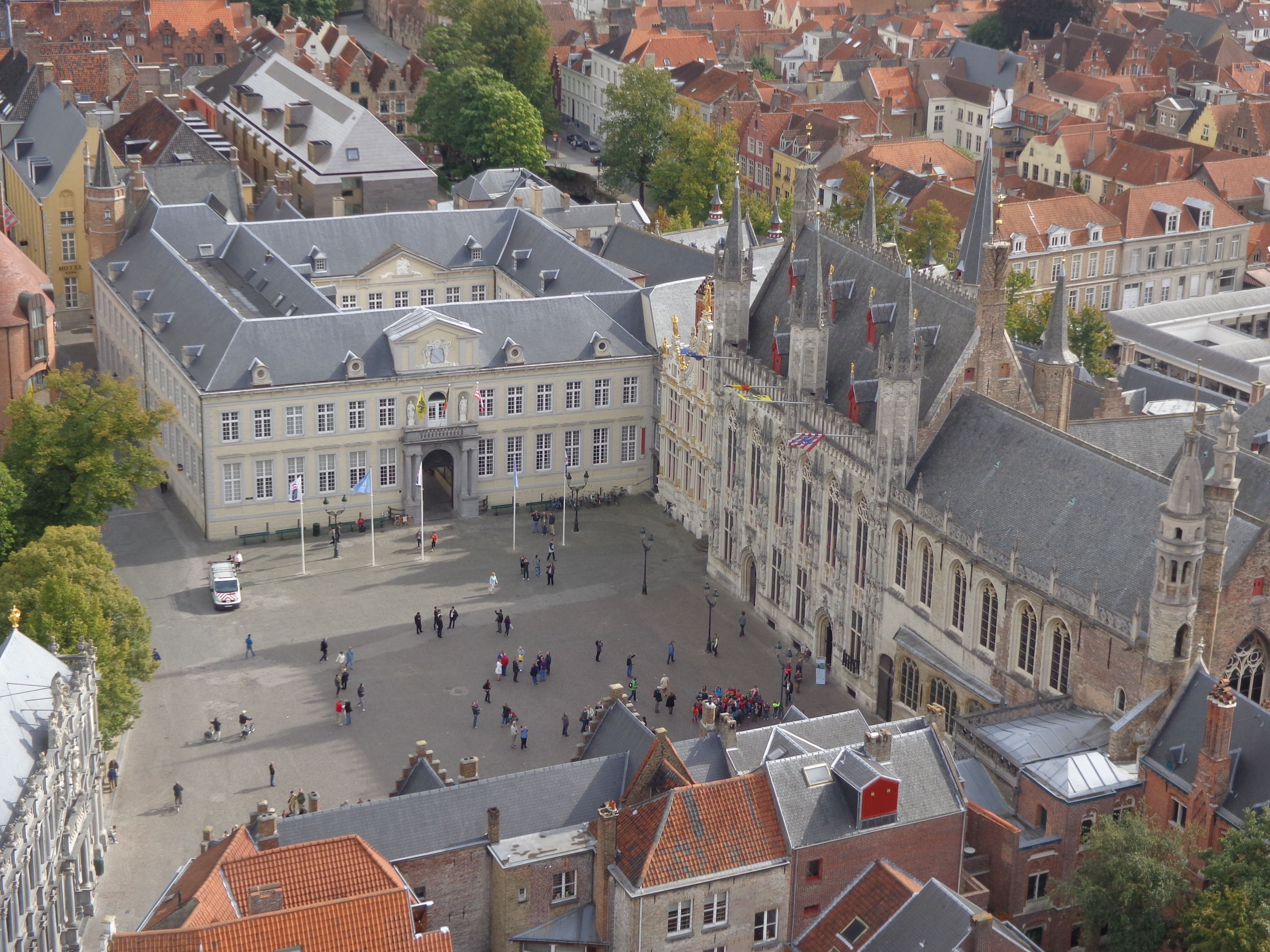
Het zuidelijke gedeelte van de Burg, gezien vanuit het belfort.

De Burg is een plein en voormalige vesting in Brugge.

## Geschiedenis
De site behoort tot de oudste kern van de stad. Oorspronkelijk was het een omwalde burcht voorzien van toegangspoorten. Hij was gelegen op het knooppunt van de mogelijk Romeinse weg Oudenburg-Aardenburg (de "Zandstraat") en de Reie. De burcht had een oppervlakte van circa 1 ha. Graaf Arnulf I (889-965) bouwde de Brugse burcht uit tot een machtscentrum met keizerlijke allures, een gebied van 1,5 ha. Van de 11de tot het einde van de 13de eeuw bevond zich aan de westzijde van het plein een van de residenties van de graven van Vlaanderen, Het Steen. Binnen de versterking werd in het noorden de burchtkerk opgetrokken, toegewijd aan Onze-Lieve-Vrouw en Sint-Donaas. Later werd het bijhorend kapittel van kanunniken gesticht. Hieraan ontleende de burcht zijn tweeledige functie: de zuidelijke helft had een civiele functie en de noordelijke helft een kerkelijke. Toen Brugge in 1559 een bisdom werd, werd de Sint-Donaaskerk een kathedraal.
In de nacht van 13 op 14 februari 1967 werd op de Burg een bomaanslag gepleegd aan de poort van het gerechtshof. Er vielen geen doden, maar de glas-in-loodramen van het stadhuis, het gerechtshof en de Basiliek van het Heilig Bloed werden compleet verwoest. Ondanks tientallen huiszoekingen en verhoren is de zaak nooit opgehelderd.

## Beschrijving
Het huidige plein wordt omringd door verschillende historische gebouwen, zoals het vroegere Landhuis van het Brugse Vrije, de voormalige Civiele Griffie, het stadhuis, de Heilig Bloedbasiliek en Sint-Basiliuskapel en de voormalige Sint-Donaasproosdij. In de kelders van het Crowne Plaza Hotel is een deel van de fundamenten van de in 1799 afgebroken Sint-Donaaskathedraal te bezichtigen.
Sinds de sloop van de kathedraal is het plein zowat verdubbeld in oppervlakte tot circa 1,1 hectare, en daarmee groter dan de Grote Markt. Het blijft echter opgesplitst in twee herkenbare op elkaar aansluitende delen.
Tussen de Burg en de Philipstockstraat loopt een korte straat, die Burgstraat heet.
De Burg is vandaag – naast een favoriet decor voor verschillende voorstellingen en optredens – een belangrijke toeristische trekpleister.

## Literatuur

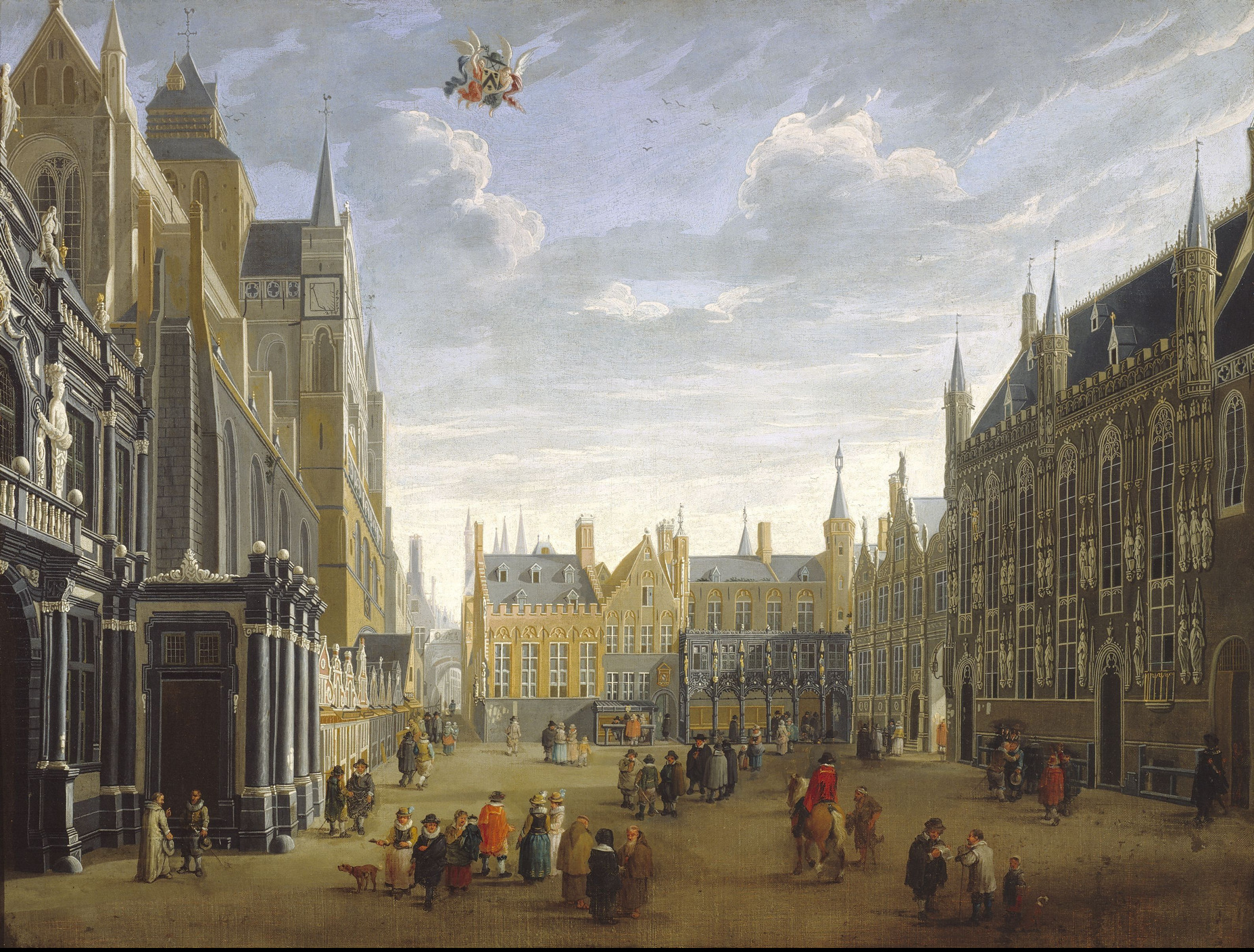
De Burg geschilderd c. 1691-1700 door Jan Baptist van Meunincxhove, met links de Sint-Donaaskathedraal, op de achtergrond het Landhuis van het Brugse Vrije en de oude Civiele Griffie en rechts het stadhuis.

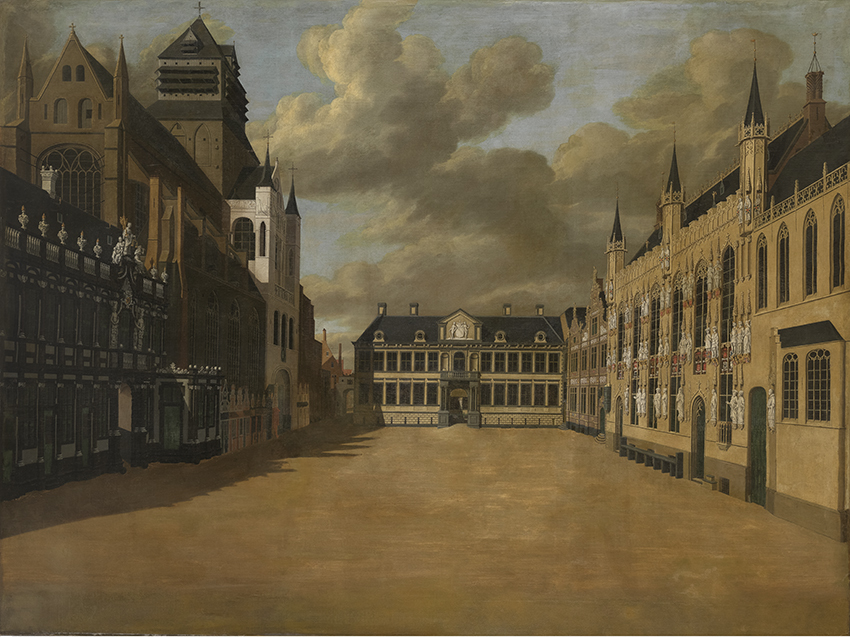
De Burg in 1751 na de verbouwing van het Landhuis van het Brugse Vrije in classicistische stijl. Schilderij door Pieter Ledoulx, Groeningemuseum.

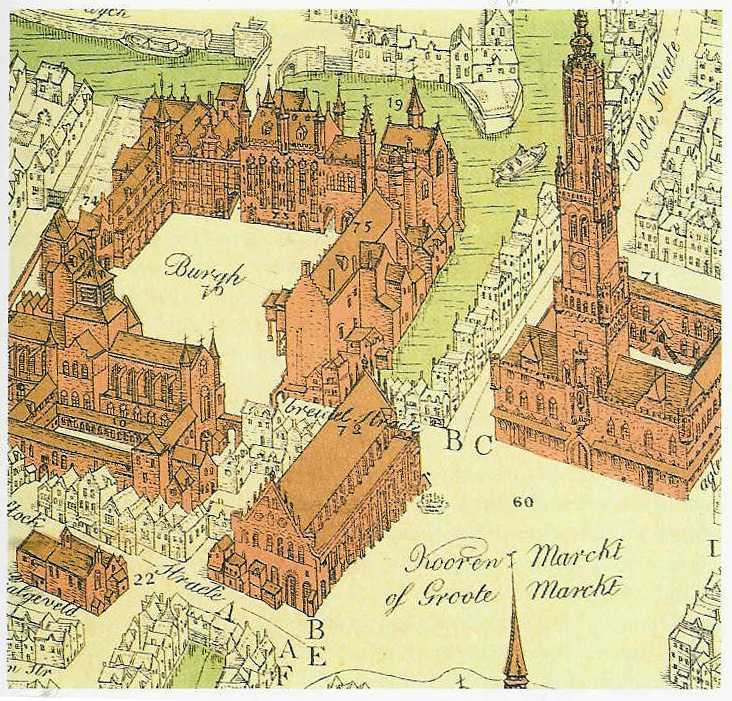
De Burg in 1562, met vooraan de voormalige Sint-Donaaskathedraal

## Bekende bewoners

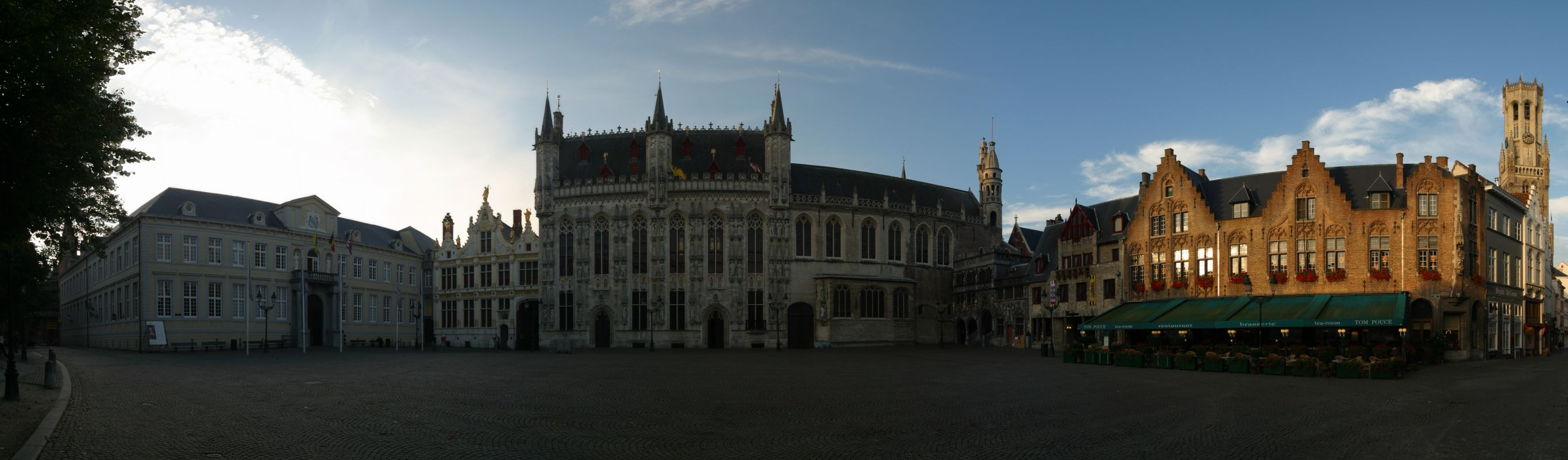
De Burg bij zonsopgang

- Felix Brenart
- Justin de Viry
- Bernard-François de Chauvelin
- Pietro Arborio
- Jean-François Soult
- Felix de Mûelenaere
- Adolphe de Vrière
- Alberic Ruzette
- Leon Ruzette
- Leon Janssens de Bisthoven
- Pierre van Outryve d'Ydewalle
- Olivier Vanneste
- Paul Breyne
- Emmanuel De Cloedt
- Carl Decaluwé

## Voetnoten
1. ↑  Une bombe explose devant le Palais de Justice de Bruges, Le Soir, 14 februari 1967, p. 4

Straten en pleinen in Brugge met een artikel op Wikipedia: